# International School Mainfranken
Die International School Mainfranken (ISM) ist eine 2006 in Grafenrheinfeld gegründete, ab dem Schuljahr 2010/2011 in Unterspiesheim und ab dem Schuljahr 2016/2017 in Schweinfurt ansässige internationale Schule.
An der Schule werden die Jahrgangsstufen 1 bis 12 unterrichtet. Die ISM finanziert sich überwiegend über das Schulgeld, teilweise durch staatliche Zuschüsse und durch Spendengelder aus der freien Wirtschaft. Die Unterrichtssprache ist Englisch. Die Klassen 1 bis 4 gelten durch die Regierung von Unterfranken als staatlich genehmigte Ersatzschule.
Auf Grundlage des weltweit anerkannten Cambridge Secondary 1 Curriculums werden folgende Fächer unterrichtet: Englisch, Deutsch als Muttersprache oder Deutsch als Zweitsprache, Geschichte und Geographie, Mathematik, Naturwissenschaften, Musik, Kunst, Sport und Spanisch. Nach der 10. Klasse ist über den Abschluss IGCSE die mittlere Reife erreichbar.
Die Schule ermöglicht zudem den international anerkannten Schulabschluss IB-DP. In der Schule lehren und lernen derzeit 19 verschiedene Nationen.
Am 27. Januar 2016 teilte die Schule mit, dass man im Schuljahr 2016/17 nach Schweinfurt in eine ehemalige US Armee High School in Yorktown Village/Kessler Field umziehen wird, wo im Herbst 2016 der Unterricht begann.

## Schulsprache
Unterrichtssprache ist in allen Fächern Englisch (ausgenommen die Sprachen, wie Deutsch oder Spanisch). Falls keine Kenntnisse vorhanden sind, werden entsprechende Aufbaukurse angeboten. Dies ermöglicht auch den Übertritt aus jedweder Jahrgangsstufe.